# Henri Mouillefarine
Henri Louis Désiré Mouillefarine (1 de agosto de 1910 — 21 de julho de 1994) foi um ciclista francês que competiu nos Jogos Olímpicos de Verão de 1932 em Los Angeles, onde conquistou a medalha de prata na perseguição por equipes de 4 km no ciclismo de pista, junto com Amédée Fournier, René Le Grèves e Paul Chocque.